# Elingamita
Elingamita é um género botânico pertencente à família Myrsinaceae.